# مسرح نانتير أماندييه
مسرح نانتير أماندييه المعروف أيضًا باسم مسرح الأماندييه، هو مسرح وطني عام في نانتير بفرنسا. افتتح المبنى الحالي سنة 1976. ضمت الإدارة الفنية باتريس شيرو وكاثرين تاسكا (1982)، وجان بيير فنسنت (1990)، وجان لويس مارتينيلي (2002). يدير المسرح استوديو أفلام ومدرسة تمثيل مرتبطة بالدراسات المسرحية في جامعة غرب باريس نانتير لاديفونس.

## تاريخ
تطور المسرح من مهرجان نانتير، الذي أقيم لأول مرة عام 1965 في خيمة سيرك. وفي عام 1966 تم نقله إلى جامعة نانتير. منذ عام 1971، أصبح باسم المركز المسرحي الوطني، مسرحًا وطنيًا عامًا، وحصل على تمويل عام.
في عام 1976 انتقل المسرح إلى دار الثقافة. ويعتبر هذا الحدث افتتاح المسرح. يقع المبنى، الذي يتسع لـ 900 شخص، في 7 شارع بابلو بيكاسو في نانتير. في عام 1982 تم تسمية المسرح باسمه الحالي وأدراه باتريس شيرو وكاترين تاسكا. أنشأ شيرو مدرسة مسرحية واستوديو سينمائي. كان أول عرض مسرحي له هو قتال الزنجي والكلب لبرنارد ماري كولتيس، يليه الرصيف الغربي وفي عزلة حقول القطن والعودة إلى الصحراء. قدم شيرو مسرحيات لجان جينيه، وبيير دي ماريفو، وهاينر مولر، وجان راسين، وشكسبير.
أدار جان بيير فنسنت المسرح من عام 1990 إلى عام 2001. من عام 1991 إلى عام 2001، قام جورج أبيرغيس، بإخراج الإنتاجات الموسيقية. من 2001 إلى 2013 قام جان لويس مارتينيلي بإخراج المسرح  وفيليب كويسن من 2014 إلى 2020. في عام 2021، تم تعيين كريستوف راوك مديرًا لمسرح نانتير أماندييه.

## المديرون
- دار الثقافة
  - 1969-1974 بيير ديبوش / بيير لافيل
  - 1974-1978 بيير ديبوش
  - 1978-1982 راؤول سانجلا
- المركز المسرحي الوطني
  - 1974-1982 كزافييه بوميريت
  - 1982-1990 باتريس شيرو / كاثرين تاسكا
  - 1990-2001 جان بيير فنسنت
  - 2002-2013 جان لويس مارتينيلي
  - 2014-2020 فيليب كويسن
  - منذ عام 2021 كريستوف راوك

## روابط خارجية
- الموقع الرسمي
 باللغة الفرنسية
- Théâtre Nanterre-Amandiers باللغة الفرنسية
- Théâtre des Amandiers باللغة الفرنسية
- Théâtre des Amandiers باللغة الفرنسية